# Parafia Niepokalanego Poczęcia Najświętszej Maryi Panny w Lasocicach
Parafia Niepokalanego Poczęcia Najświętszej Maryi Panny w Lasocicach – parafia rzymskokatolicka, znajdująca się w archidiecezji poznańskiej, w dekanacie święciechowskim. 